# Pholcus kakum
Pholcus kakum là một loài nhện trong họ Pholcidae. Loài này được phát hiện ở Ghana, Ivoorkust và Guinea.